# Binnen

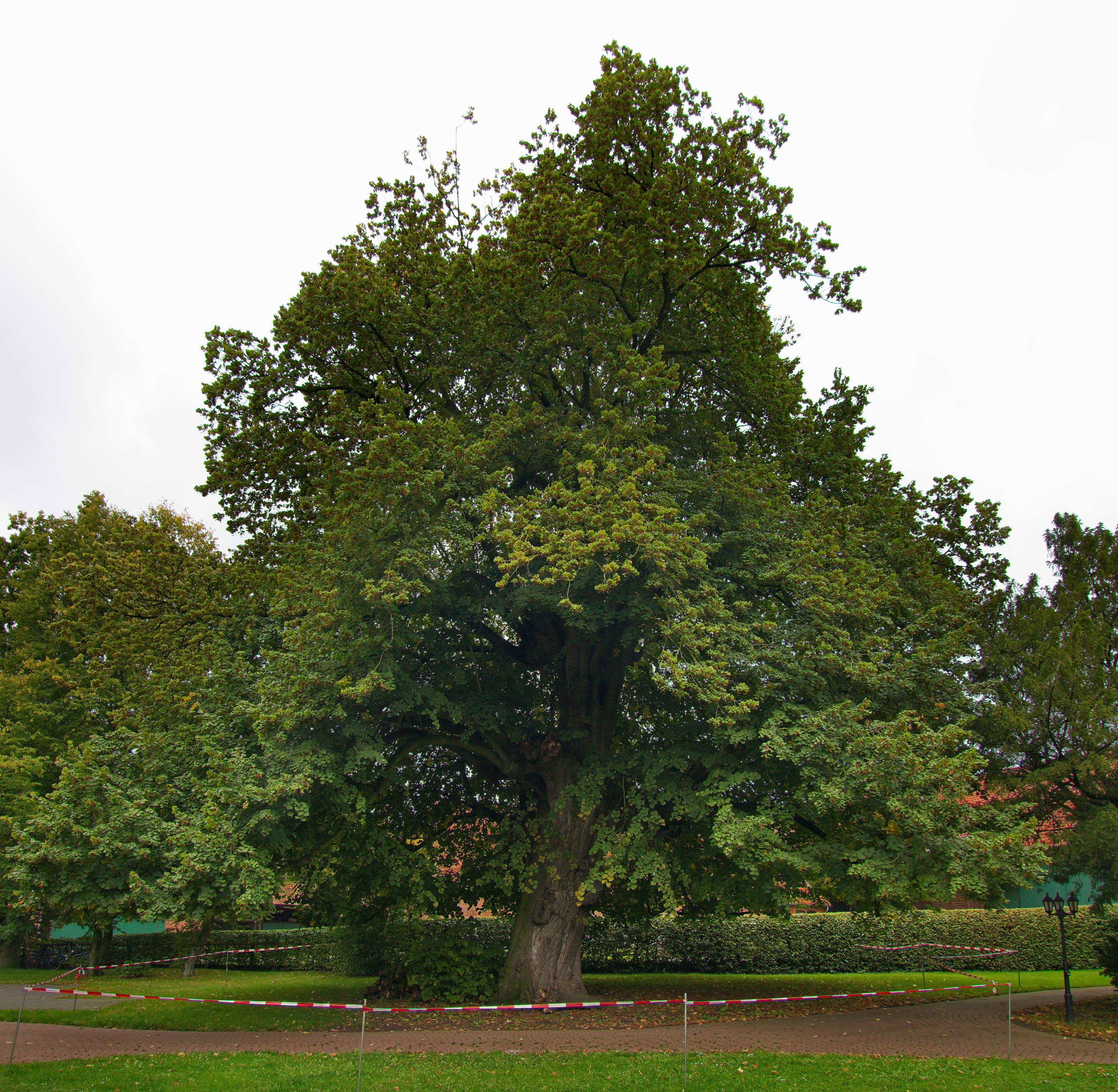
450-jährige Linde in Binnen

Binnen ist eine Gemeinde im Landkreis Nienburg/Weser in Niedersachsen. Die Gemeinde gehört der Samtgemeinde Weser-Aue an, die ihren Verwaltungssitz in der Gemeinde Marklohe hat.

## Geografie
Binnen liegt im Landkreis Nienburg ungefähr in der Mitte zwischen Bremen und Hannover an der Mündung der Großen Aue in die Weser.
Die Gemeinde gliedert sich in die Ortsteile Binnen, Bühren und Glissen.

## Geschichte
Frühere Ortsnamen von Binnen waren in den Jahren 1251 Binne, 1254 Binnen und 1340 Bynnen.
Am 1. März 1974 wurden die Gemeinden Bühren und Glissen eingegliedert.

## Politik

### Gemeinderat
Der Gemeinderat aus Binnen setzt sich aus elf Ratsfrauen und Ratsherren zusammen. Die Ratsmitglieder werden durch eine Kommunalwahl für jeweils fünf Jahre gewählt.
Bei der Kommunalwahl 2021 ergab sich folgende Sitzverteilung:
- CDU: 4 Sitze
- SPD: 4 Sitze
- Wählergruppe Binnen, Bühren, Glissen (BBG): 3 Sitze

### Bürgermeister
In der Kommunalwahlperiode (2016–2021) fungierte Heinrich Schomburg (CDU) als ehrenamtlicher Bürgermeister der Gemeinde. In der jetzigen Kommunalwahlperiode (2021–2026) wurde Dirk Reineke (SPD) zum neuen Bürgermeister gewählt.

### Wappen
Das Wappen der Gemeinde Binnen weist, gespalten durch eine gestürzte, eingebogene grüne Spitze, darin ein goldenes Rad, vorne in Gold eine schwarze Damhirschschaufel, hinten in Gold ein grünes Eichenblatt auf.

## Kultur und Sehenswürdigkeiten
- Die Kirche in Bühren im romanischen Baustil stammt aus dem 13. Jahrhundert. Im Dreißigjährigen Krieg wurde die Kirche schwer beschädigt. Da nach Ende des Krieges das nötige Baumaterial für die Reparatur fehlte, wurden die Löcher in den Kirchenmauern nicht mit Backsteinen im damals üblichen Klosterformat geflickt, sondern mit Feldsteinen. Diese Sanierungsmethode ist noch heute an den Außenmauern sichtbar. Der Innenraum ist schlicht gehalten.[5]
- Der gotische Taufstein der Bührener Kirche stammt aus dem 15. Jahrhundert. Die in der ersten Hälfte des 19. Jahrhunderts gefertigte Kirchenorgel ist denkmalgeschützt.
- Die kleine gotisierte Backstein-Kirche in Binnen wurde um 1350 errichtet. Als Besonderheit enthält sie im Kirchturm eine rein mechanisch angetriebene Uhr.[6]
- Im Kirchgarten der Binner Kirche steht eine etwa 450 Jahre alte Linde sowie drei Eiben, die zwischen 600 und 800 Jahre alt sein sollen.

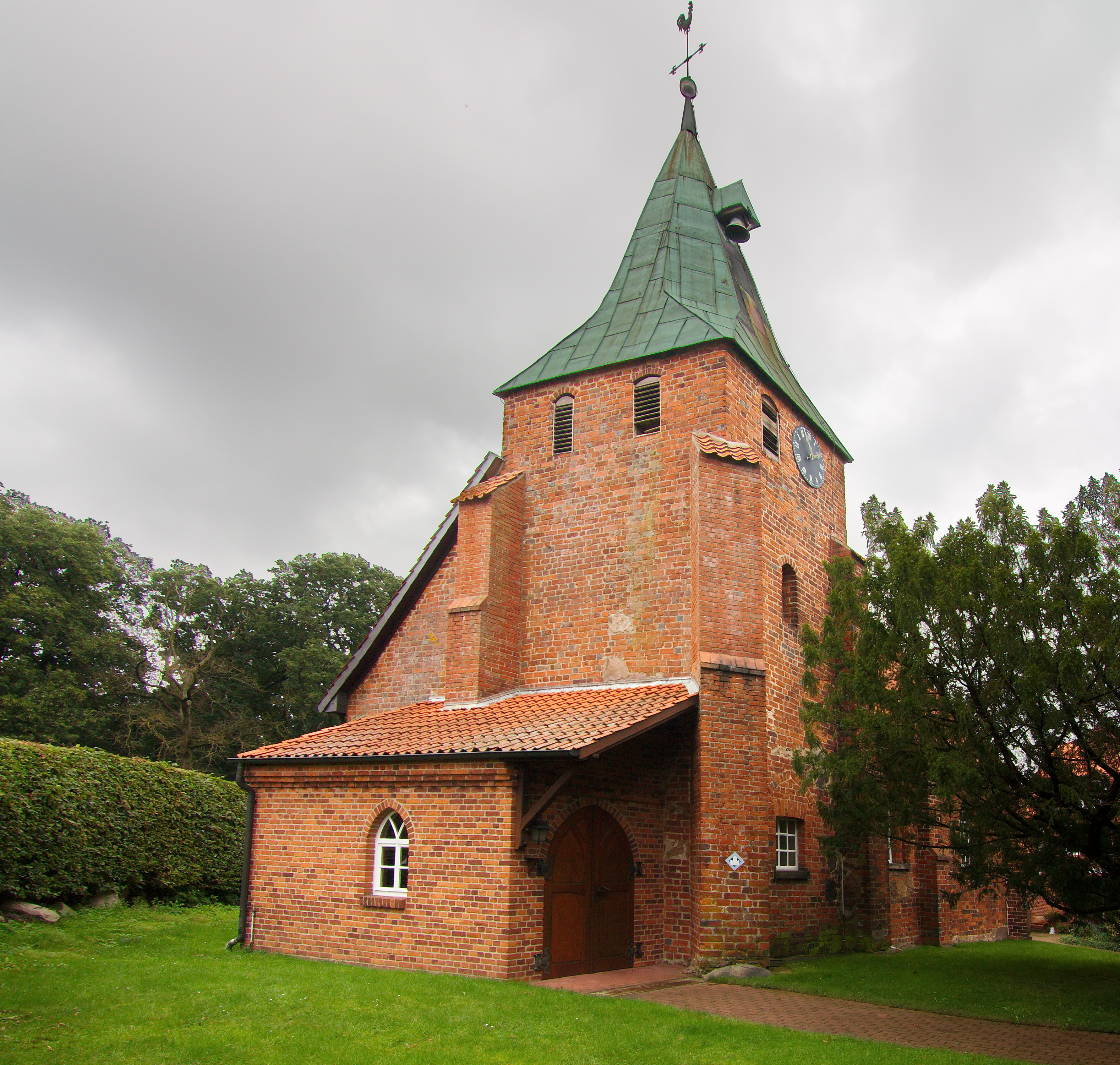
Kirche zu Binnen
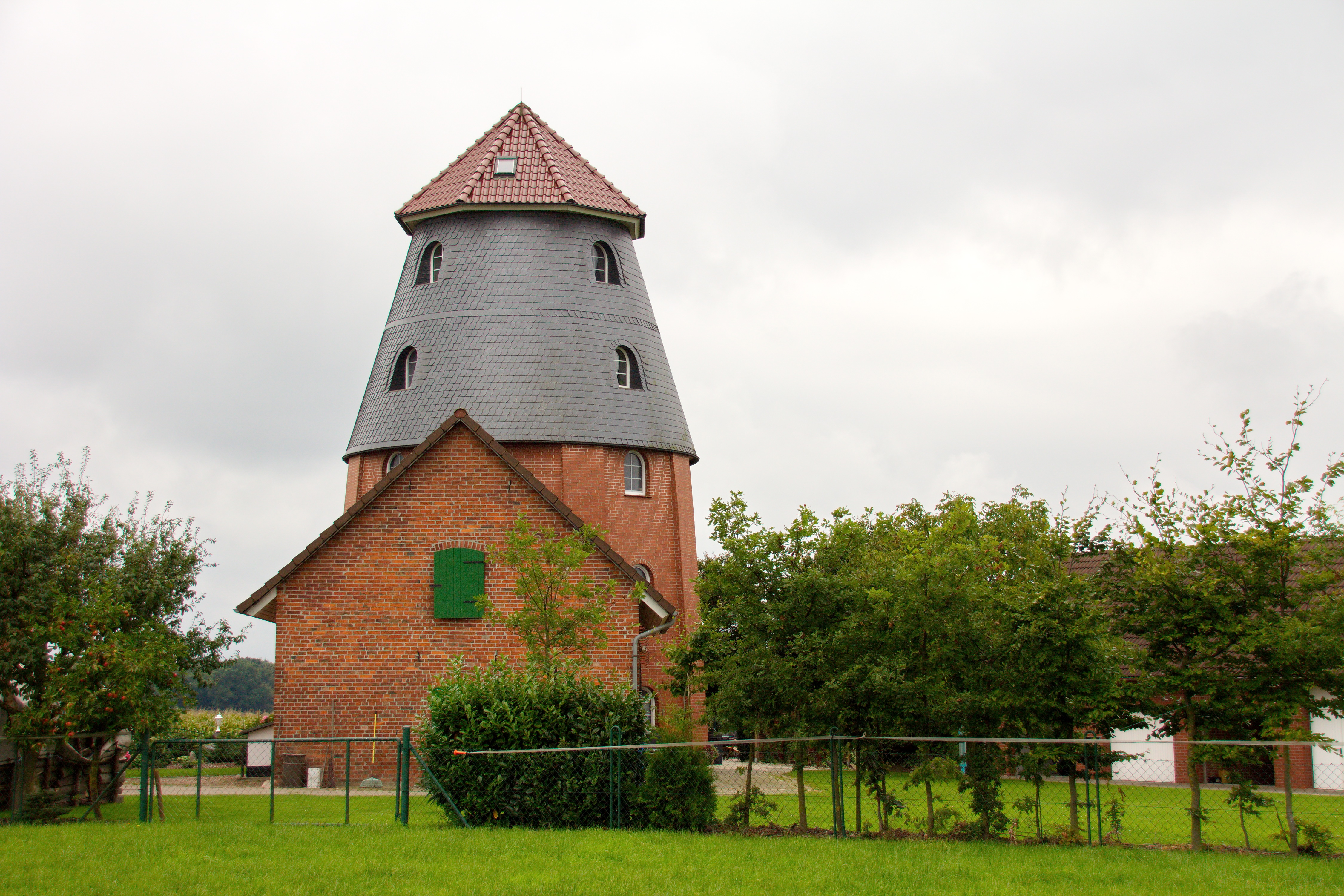
Alte Mühle vor Binnen
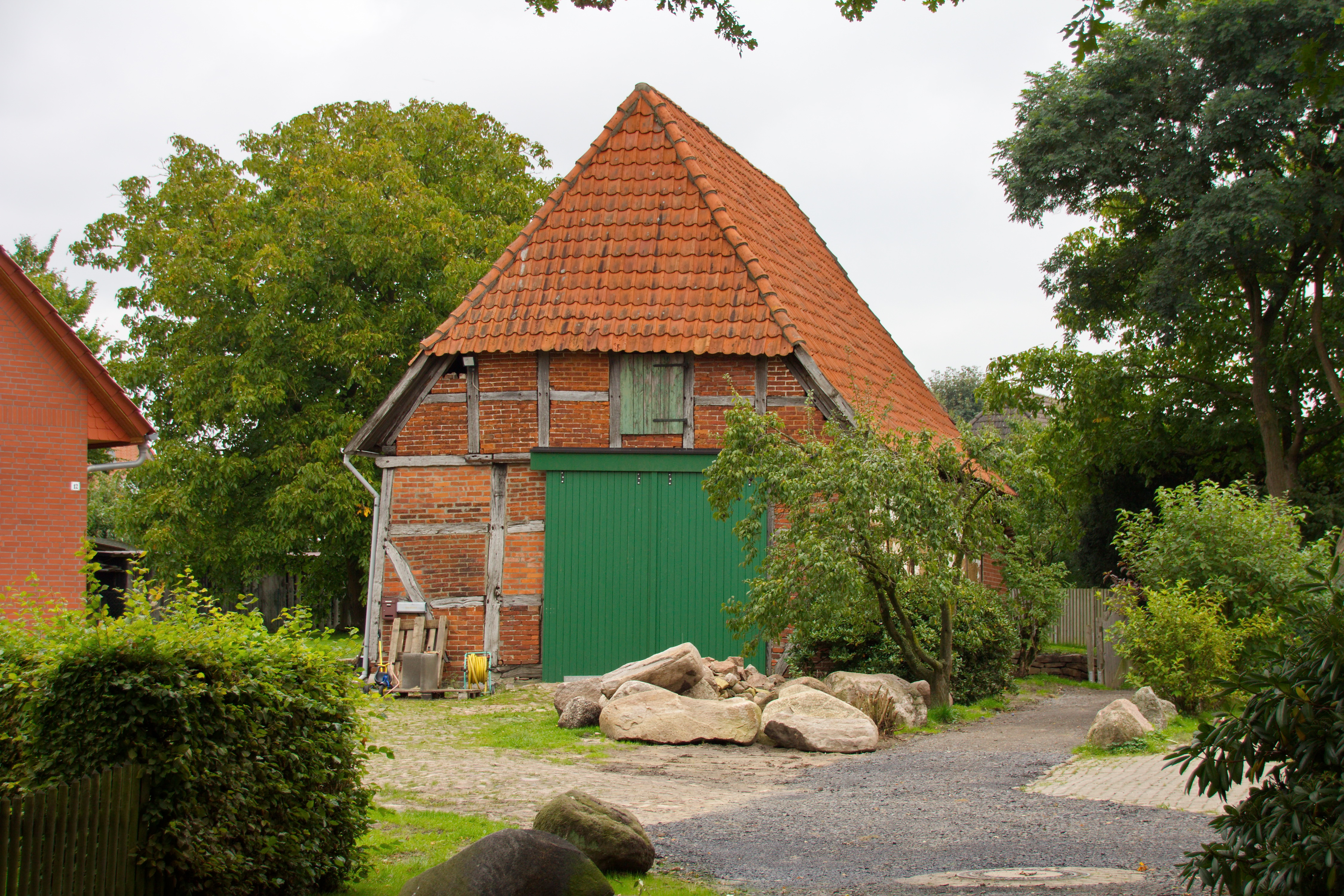
Fachwerkscheune
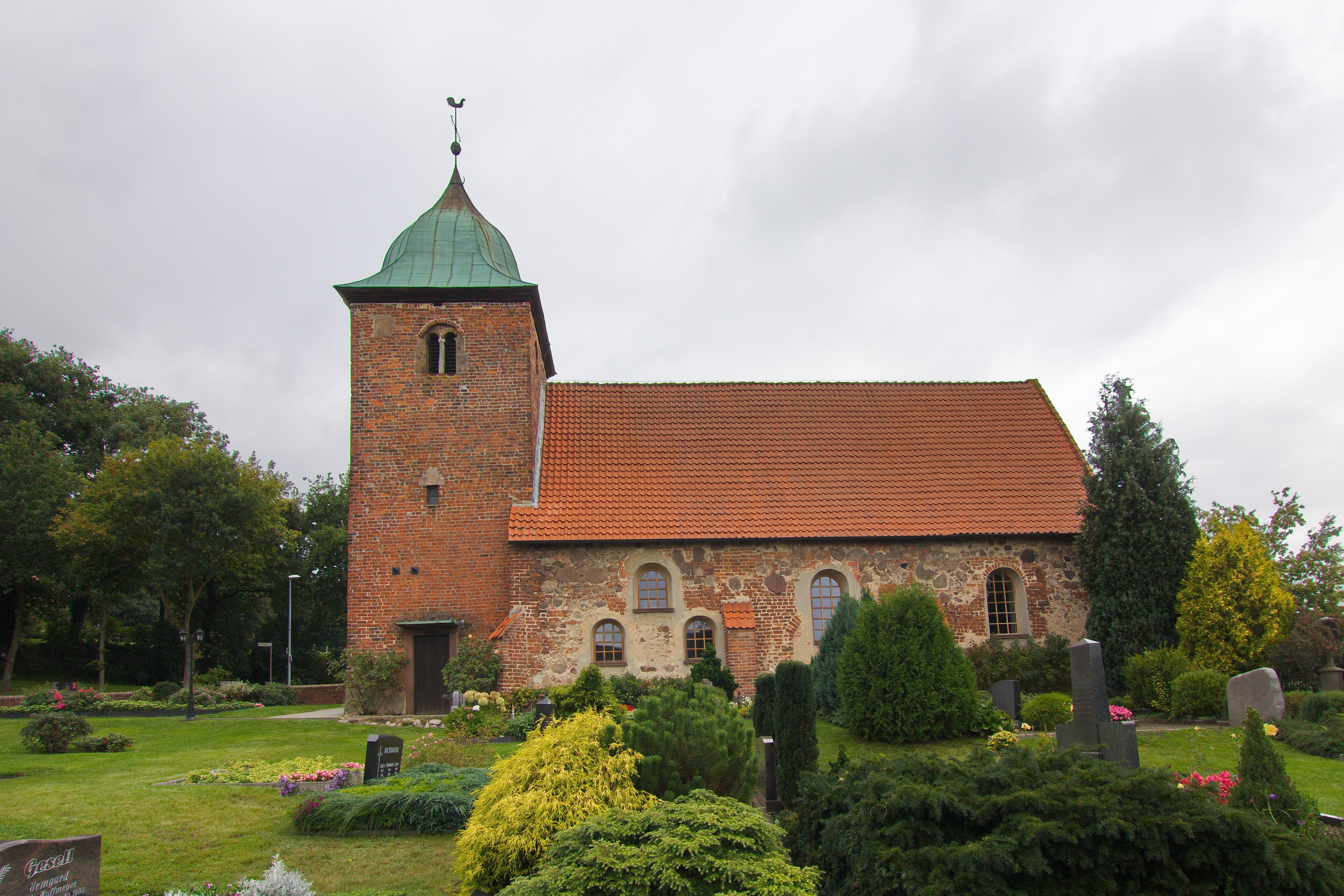
Kirche zu Bühren

## Wirtschaft und Infrastruktur
- Die Gemeinde Binnen ist über die von Hoya nach Stolzenau führende Landstraße 351 zu erreichen.
- Der Haltepunkt Binnen-Bühren lag an der Bahnstrecke Nienburg–Rahden. Es findet kein SPNV statt.